# Hadiočko úhledné
Hadiočko úhledné (Ophisops elegans) je vejcorodý druh ještěra z čeledi ještěrkovití. Tento druh je endemitem Středomoří a Střední Asie. V současné době se uznává devět poddruhů.

## Popis
Hadiočko úhledné má následující charakteristické znaky: Hlava středně velká, mírně zploštělá. Šupiny nahoře na hlavě hladké nebo mírně vrásčité; nozdry umístěné postranně. Může být přítomen bradavčitý záhyb pod krkem; límec chybí nebo je jen slabě vyvinutý. Hřbetní šupiny se liší velikostí, mohou být stejně velké nebo větší než šupiny postranní; kolem středu těla se nachází 30 až 40 šupin, včetně břišních. U samečka dosahuje zadní končetina přibližně k uchu, u samičky až k rameni nebo mírně dál. Na každé straně se nachází 7 až 12 (obvykle 9 až 11) stehenních pórů. Ocas je asi dvojnásobně delší než hlava a tělo. Zbarvení je olivové nebo bronzové s černými skvrnami, které obvykle tvoří podélné řady nebo mohou vytvářet síťovitý vzor; často se vyskytuje jeden nebo dva světlé podélné pruhy na každé straně; dolní část těla je bílá. Délka těla od čenichu po kloaku je 5 cm, ocas je přibližně 10 cm dlouhý.

## Výskyt
Hadiočko úhledné upřednostňuje přirozená stanoviště jako jsou louky, křoviny a lesy, ve výškách od 400 do 2 000 metrů nad mořem.
Hadiočko úhledné se vyskytuje ve východní Gruzii, Arménii, Ázerbájdžánu, jihovýchodním Bulharsku, severovýchodním Řecku (Lesbos, Limnos, Chios, Samos, Samothraki, Agathonisi, Psara), na Kypru, v Turecku, Alžírsku, Libyi, Egyptě, západní Sýrii, Libanonu, Izraeli, západním Jordánsku, Iráku, Íránu (poušť Dašt-e Kavír), severním Pákistánu a severozápadní Indii.

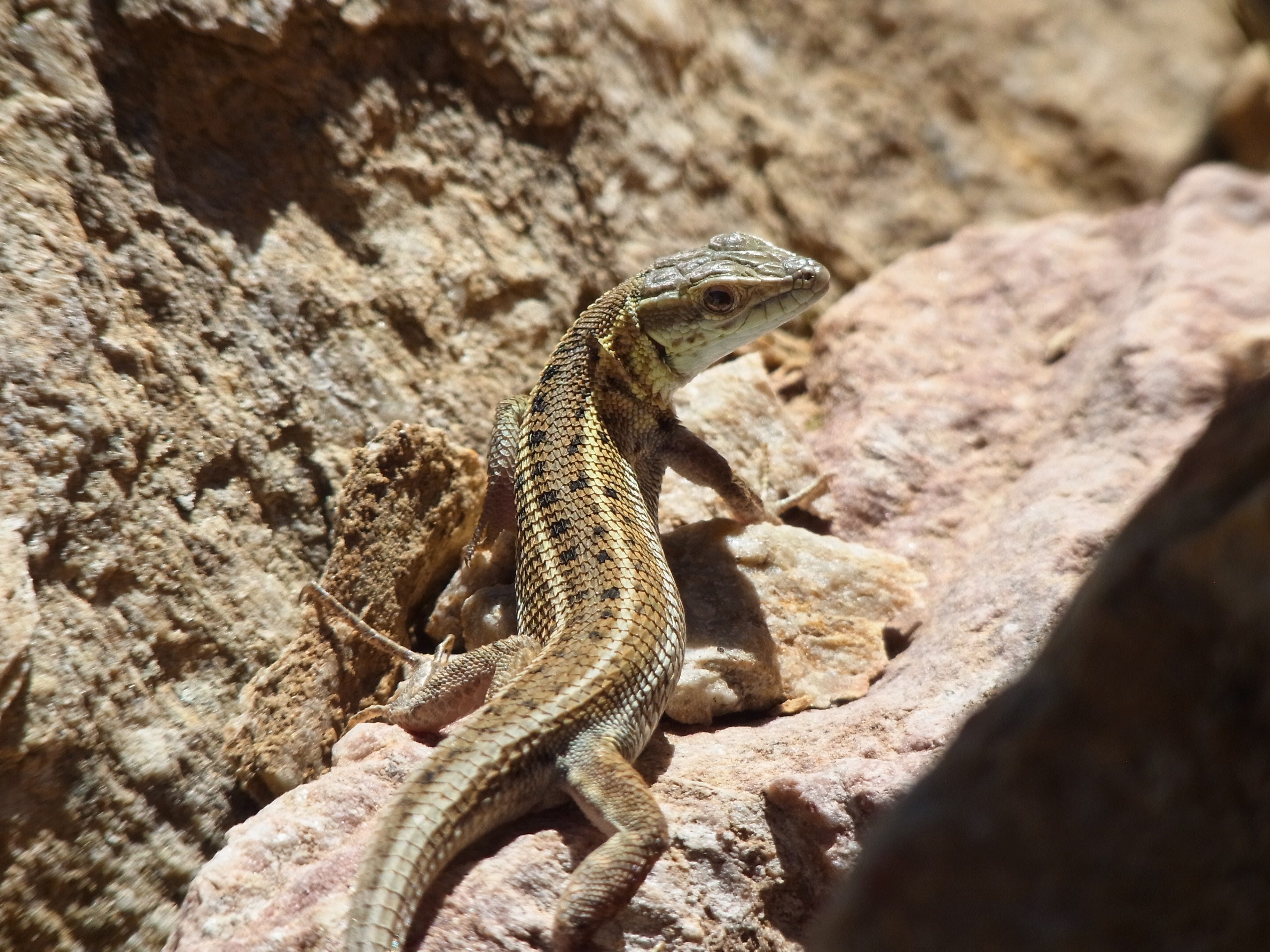
Hadiočko úhledné na ostrově Thasos
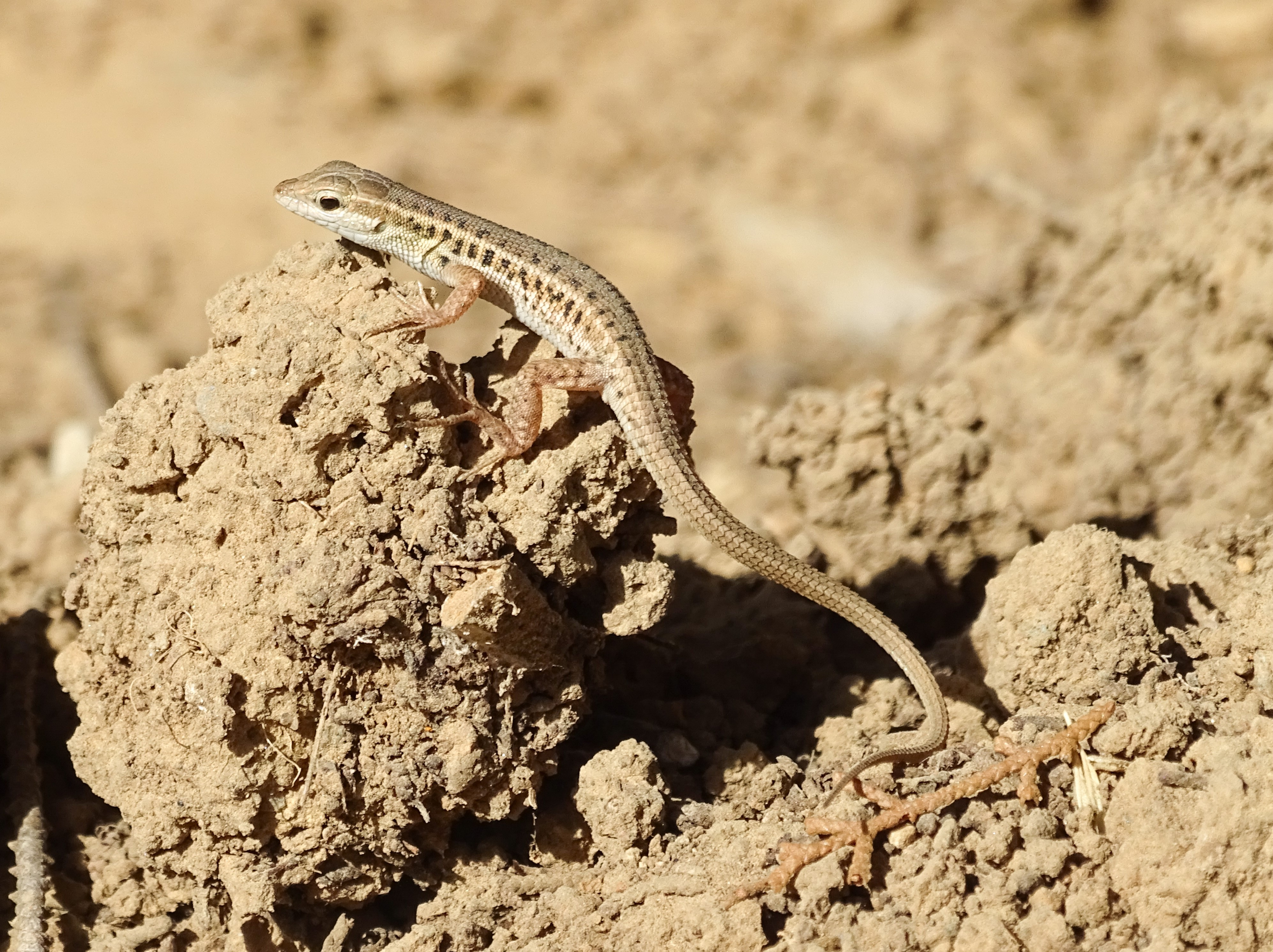
Hadiočko úhledné na ostrově Kos
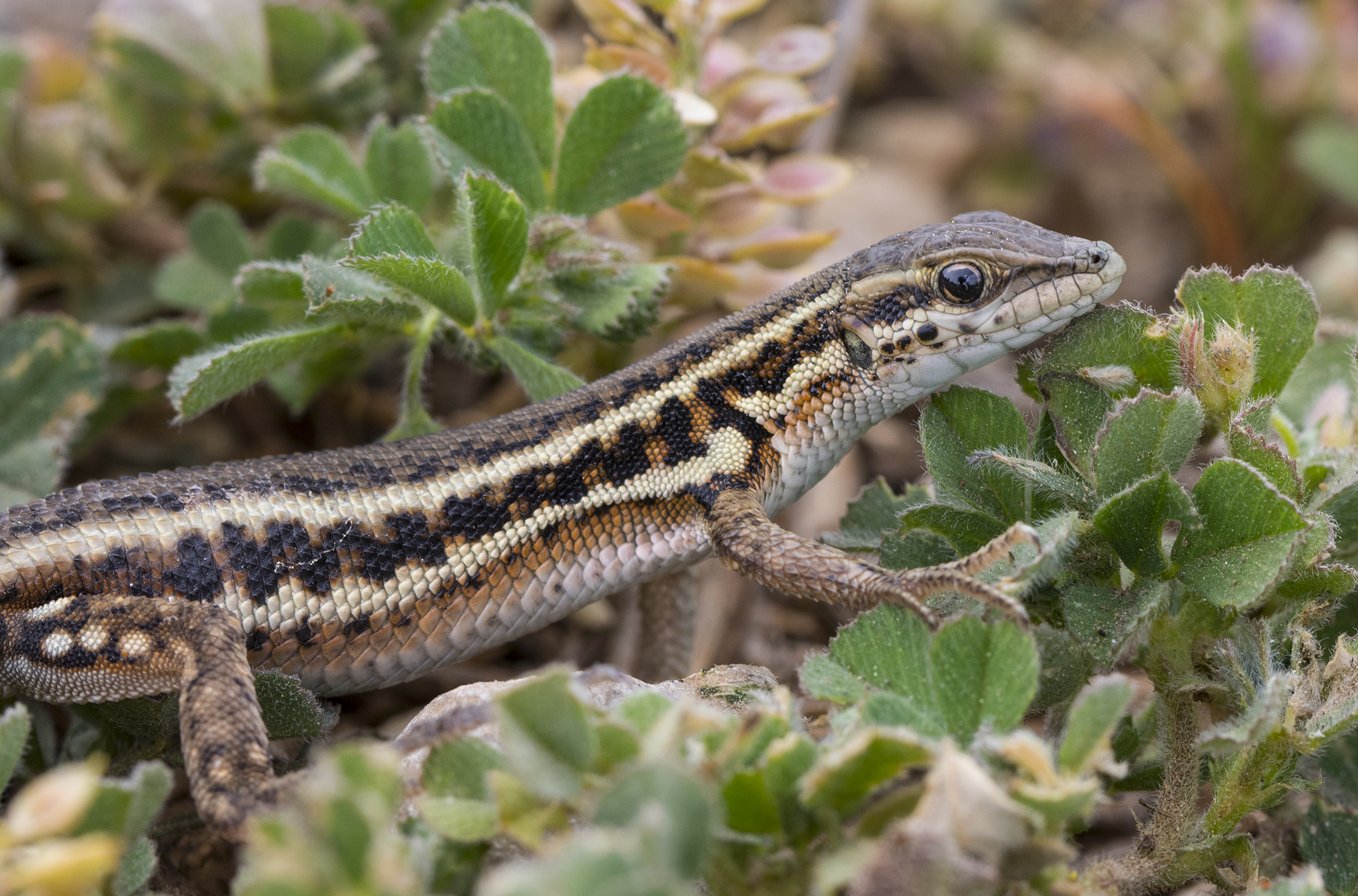
Hadiočko úhledné v Turecku

## Poddruhy
Je uznáváno následujících devět poddruhů:
- Ophisops elegans basoglui Baran & Budak, 1978
- Ophisops elegans blanfordi Schmidt, 1939
- Ophisops elegans budakibarani Tok, Afsar, Yakin, Ayaz & Çiçek, 2017
- Ophisops elegans centralanatoliae Bodenheimer, 1944
- Ophisops elegans ehrenbergerii Wiegmann, 1835
- Ophisops elegans elegans Ménétries, 1832
- Ophisops elegans macrodactylus Berthold, 1840
- Ophisops elegans persicus Boulenger, 1918
- Ophisops elegans schlueteri Boettger, 1880